# Tifoseria del Mantova 1911
In questa voce sono riportate informazioni relative alla storia ed evoluzione della tifoseria del Mantova 1911, società calcistica italiana con sede a Mantova. 

Una coreografia della Curva Te

## Contesto
Per le partite casalinghe la tifoseria organizzata si riunisce nel settore Curva Te dello Stadio Danilo Martelli di Mantova.

## Orientamento politico
I gruppi organizzati sono apolitici e la tifoseria è generalmente schierata su posizioni miste.

## Fan Club
Il tifo organizzato non radicale è riunito nel Centro di Coordinamento Mantova Club, a cui fanno capo circa 50 associazioni di tifosi sparse per la provincia. La più antica è il Mantua Club dal Platan, nato il 1º settembre 1968: esso prende il nome dai numerosi platani che circondavano i campi di allenamento del Centrale Te, presso l'ex ippodromo che sorgeva dietro lo Stadio Danilo Martelli.
Negli anni sono nati diversi Club di tifosi sia di città che di provincia, i principali sono: la Vecchia Guardia (legata all'organizzazione della curva fino alla prima metà degli anni duemila per poi uscirne dalla gestione e spostarsi nei Distinti), le Skegge di Gonzaga, il Tranquil Group di Romanore, i North Front di Levata, i Bad Manners, i Muskiati, i Viking Asola e altri ancora.
Nei primi mesi del 2025 nasce il primo fan club estero legato al Centro di Coordinamento Mantova Club: il Mantova Club Texas.

## Tifoseria organizzata

### Le origini

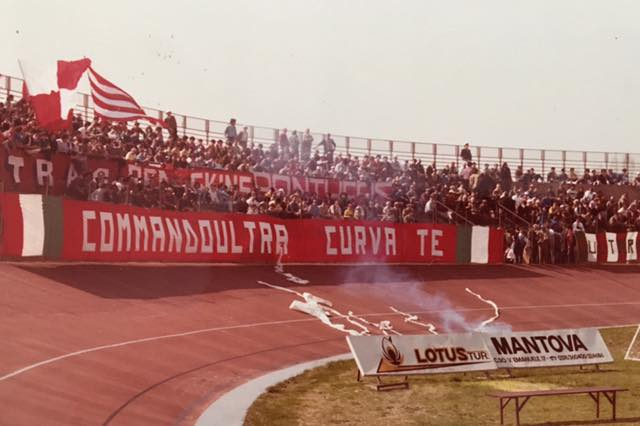
Curva Te (anni 80)

I primi accenni di movimento ultras nel mantovano furono nel 1968 con la nascita degli Arditi, gruppo che organizzava trasferte e semplici coreografie nella gradinata opposta alla tribuna centrale.
Nel 1975 il cuore del tifo organizzato si spostò dalla gradinata alla Curva Te dando il via alla storia del movimento ultras mantovano. Fecero la loro comparsa in questi anni gruppi che rappresentavano compagnie di giovani ragazzi provenienti da diverse zone della città come gli Ultras, i Commandos, le Brigate Biancorosse, i Panthers e gli Inferno Biancorosso.
Nel 1982 prendendo spunto da alcuni grandi tifoserie italiane, per dare maggiore organizzazione e mentalità, i gruppi ultrà si unificarono sotto il nome di CUCT (Commando Ultrà Curva Te). L'esperienza del CUCT durò fino al 1986 quando in seguito alla retrocessione in Serie C2 dei biancorossi il gruppo si divise.
Dalle ceneri del CUCT nacquero due gruppi: nel 1986 la Vecchia Guardia e nel 1987 i Virgilian's Kaos.

### Anni 90'
I Virgilian's Kaos furono il gruppo dove confluirono le "nuove leve" della curva dopo lo scioglimento del CUCT e vennero rappresentati sporadicamente, agli albori del gruppo sul finire degli anni 80, anche dagli striscioni Demoni e Giovani della Te per poi consolidarsi e utilizzare sullo striscione definitivo il simbolo dell'Elmo Alato. In questi anni nacquero diverse sezioni in città e provincia, come ad esempio i VK Sezione, i VK San Giorgio e i VK Canneto.

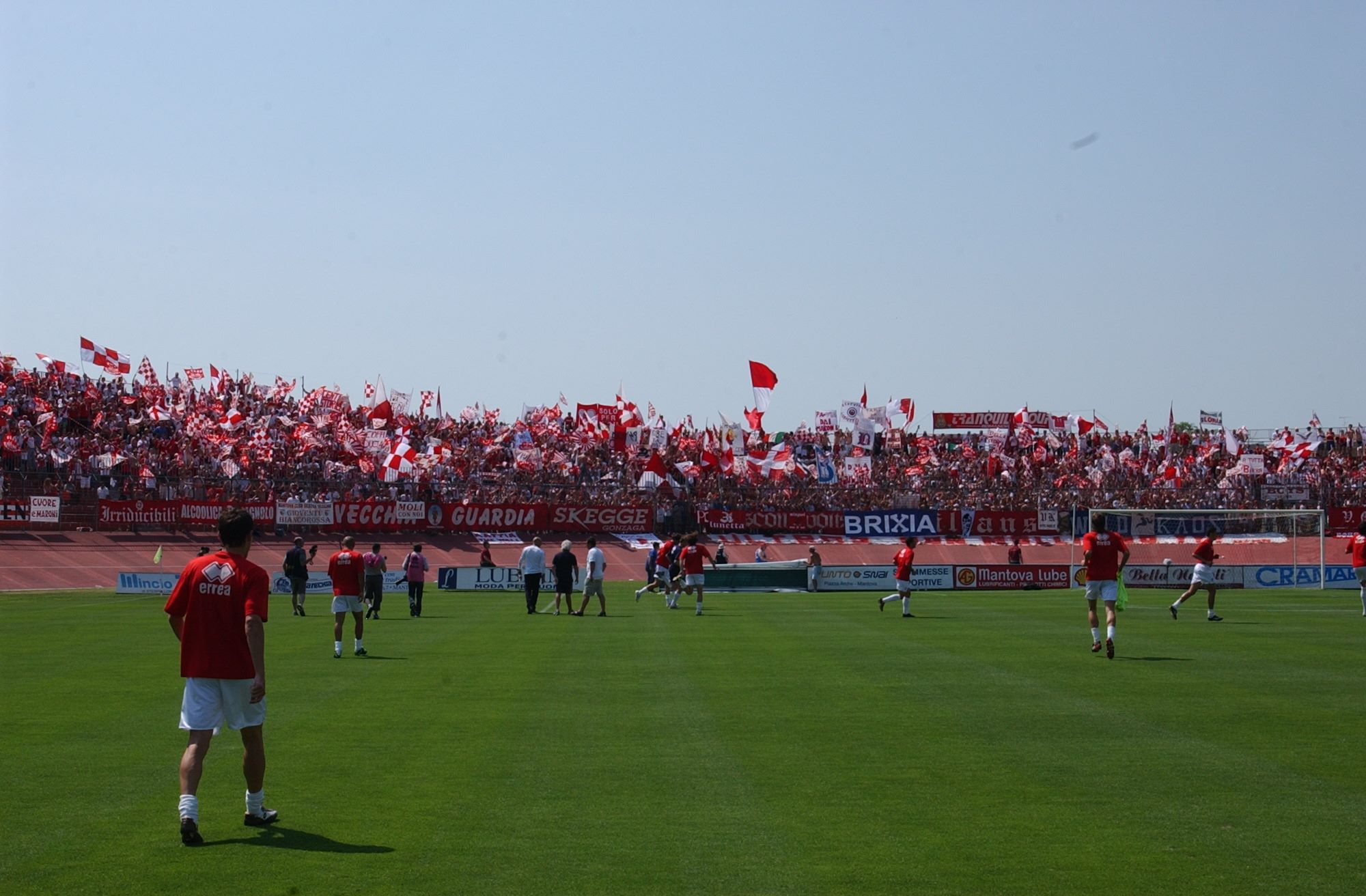
Curva Te (vecchio settore)

 Dai quartieri periferici della città, nel 1993 nacquero anche gli Sconvolts e nel 1998 la Fossa Biancorossa di Lunetta, gruppi che si unirono nei primi anni 2000 diventando il punto di riferimento della Curva insieme ai Virgilian's Kaos e alla Vecchia Guardia.

### Terzo millennio
Nei primi anni 2000 nacquero diversi altri gruppi satellite dell'hinterland e della provincia, come la Sezione, i ragazzi di Poggio, gli Psyco, la Banda lambrusco e i Bozzolo Alcolica.

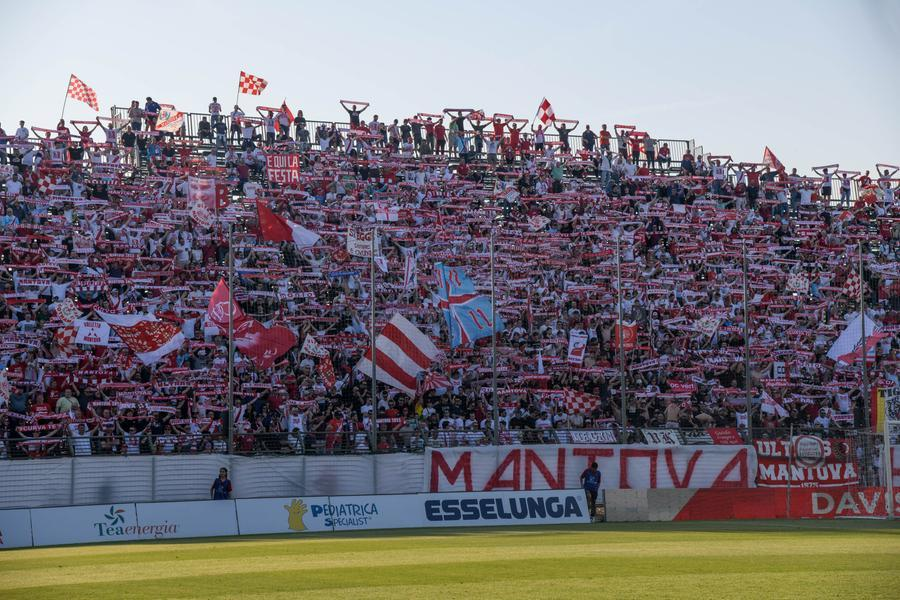
Curva Te (dopo la ricostruzione)

 Per dare maggiore compattezza all'ambiente, nel 2006 si decide di avanzare un primo tentativo di unificare il movimento ultras sotto il nome di Ultras Mantova. Purtroppo con l'aumentare della repressione e il mancato ricambio generazionale all'interno del gruppo portano il direttivo a sciogliersi nel 2009.
Negli anni seguenti alcuni ragazzi provenienti da diverse esperienze ultras, si riuniscono nella sigla Ultras Mantova 1975. Nonostante le difficoltà iniziali, dovute anche agli scarsi risultati sportivi della squadra, il gruppo negli anni cresce fino a diventare punto di riferimento per tutto il movimento con nuclei sia in città che in provincia. 
Insieme a loro, si riconoscono le seguenti sigle: Marmiröl, Curtatone, Animal House Bozzolo, Anonimi Asola, Sempar Cot, Incondizionati, Skulls Mantova, Oc Vèrt, Viadana, Guido sempre con noi (Volta), Valdér e San Giorgio Biancorossa.
Altro gruppo ultras attivo in curva sono i DAGAN (nati nel 2017 da un distaccamento del gruppo principale). Insieme a loro si riconoscono sigle come Infümanà Mantova, Moglia Biancorossa e Valletta Valsecchi.
Attualmente, anche se non più attivo, è presente anche lo storico nucleo dei Virgilian's Kaos / Sconvolts.

### Cronologia
Qui sotto sono riportate le annate dei gruppi leader della curva per quel periodo storico.
Note:
Sono visualizzati solo i gruppi principali della Curva nel corso degli anni
1975 - Nascita delle Brigate Biancorosse (seguite dai Commandos, Panthers e Ultras)
1982 - Nascita del Commando Ultras Curva Te (CUCT)
1986 - Nascita della Vecchia Guardia - Scioglimento del CUCT
1987 - Nascita dei Virgilian's Kaos
1993 - Nascita degli Sconvolts
2006 - Unione dei gruppi in Ultras Mantova
2009 - Scioglimento degli Ultras Mantova
2011 - Nascita degli Ultras Mantova 1975
2017 - Nascita degli DAGAN

## Gemellaggi e rivalità

### Gemellaggi
- Brescia (dal 1983)
- Cesena (dal 1993)
- Prato (dal 1998)
- Lens (dal 2008)

Storico gemellaggio della tifoseria mantovana è quello con la Curva Nord del Brescia, i primi contatti tra le due fazioni risalgono agli anni ottanta. Risalente al 1993 è invece il fraterno rapporto con gli ultras romagnoli della Curva Mare del Cesena, caratterizzato da numerose visite reciproche susseguitesi nel corso degli anni. Nel 1998 nasce il gemellaggio con la tifoseria toscana del Prato.
Durante gli europei di calcio del 2008 alcuni ragazzi della curva incontrano e stringono amicizia con alcuni ultras francesi, i Red Tigers del Lens. Dal 2010 in poi le due tifoserie si sono incontrate spesso sia a Mantova sia in terra francese stabilendo il gemellaggio.

### Amicizie
Esiste un rapporto d'amicizia con gli ultras del Darfo Boario e con i tifosi dell'Aston Villa. Tramite l'amicizia comune con la Curva Nord Brescia, buoni rapporti di amicizia si hanno anche con la tifoseria del Norimberga conditi negli anni con numerose visite sia a Mantova che in terra tedesca.
Nel corso della stagione 2024/25 in Serie B, i mantovani stringono un'amicizia con gli Ultras del Catanzaro consolidata nella giornata del 25° aprile con il rinvio della partita per la morte di Papa Francesco, gli Ultras Mantova invitano i ragazzi arrivati dalla Calabria per una grigliata e una partita amichevole nella loro sede.
Ex gemellaggio con gli ultras della Lucchese durato dalla fine degli anni 80 fino alla metà degli anni 90, al momento non si hanno rapporti definiti.

### Rivalità
Le rivalità principali sono con le tifoserie di Verona, della Cremonese e i bergamaschi dell'Atalanta.
Altre rivalità importanti sono verso tutte le tifoserie trivenete del Padova, del Vicenza, del Venezia, del Treviso, del Trento e della Triestina e nei confronti delle emiliane Piacenza, Modena, Reggiana, SPAL e Carpi.
Con i tifosi del Torino, la rivalità nacque in occasione della finale play-off, valida per la promozione in Serie A, persa dai virgiliani nel 2006.
Esistono altre rivalità con le tifoserie di Spezia, Bologna, Carrarese, Como, Pergolettese, Pro Patria, Pistoiese, Rimini e Frosinone.